# Campeonato do Mundo de Clubes de Hóquei em Patins de 2008
O Campeonato do Mundo de Clubes de Hóquei em Patins é uma competição internacional de hóquei em patins organizada pela FIRS em que se enfrentam os melhores clubes de hóquei em patins do mundo. Esta edição foi realizada em Réus, Espanha.

## Meias-finais
| Dia         | Hora  |               | Resultado |               |
| ----------- | ----- | ------------- | --------- | ------------- |
| 27 Setembro | 17:00 | ASH Valdagno  | 1–2       | FC Barcelona  |
|             | 20:00 | Reus Deportiu | 2–1       | Bassano H. 54 |

## Jogo 3º/4º Lugar
| Dia         | Hora  |              | Resultado |               |
| ----------- | ----- | ------------ | --------- | ------------- |
| 28 Setembro | 16:00 | ASH Valdagno | 1–4       | Bassano H. 54 |

## Final
| Dia         | Hora  |               | Resultado |              |
| ----------- | ----- | ------------- | --------- | ------------ |
| 28 Setembro | 17:30 | Reus Deportiu | 1–0       | FC Barcelona |

## Classificação final
| Pos | Clube              | Pts | Jg | V | E | D | GM | GS | GD  |
| --- | ------------------ | --- | -- | - | - | - | -- | -- | --- |
| 1   | Reus Deportiu      | 18  | 6  | 6 | 0 | 0 | 22 | 5  | +17 |
| 2   | FC Barcelona       | 13  | 6  | 4 | 1 | 1 | 13 | 6  | +7  |
| 3   | Bassano Hockey 54  | 12  | 6  | 4 | 0 | 2 | 27 | 14 | +13 |
| 4   | ASH Valdagno       | 9   | 6  | 3 | 0 | 3 | 20 | 14 | +6  |
| 5   | Oliveirense        | 9   | 5  | 3 | 0 | 2 | 20 | 14 | +6  |
| 6   | Liceo La Coruña    | 9   | 5  | 3 | 0 | 2 | 32 | 14 | +18 |
| 7   | Centro Valenciano  | 9   | 5  | 3 | 0 | 2 | 16 | 12 | +4  |
| 8   | Concepción PC      | 6   | 5  | 2 | 0 | 3 | 24 | 15 | +9  |
| 9   | HC Quévert         | 9   | 4  | 3 | 0 | 1 | 18 | 12 | +6  |
| 10  | O.C. Barcelos      | 4   | 4  | 1 | 1 | 2 | 4  | 10 | -6  |
| 11  | Decatur HC         | 6   | 4  | 2 | 0 | 2 | 11 | 20 | -9  |
| 12  | ERG Iserlohn       | 3   | 4  | 1 | 0 | 3 | 12 | 21 | -9  |
| 13  | RHC Wimmis         | 3   | 4  | 1 | 0 | 3 | 9  | 16 | -7  |
| 14  | Petro de Luanda    | 0   | 4  | 0 | 0 | 4 | 7  | 17 | -10 |
| 15  | Juventude de Viana | 3   | 4  | 1 | 0 | 3 | 12 | 25 | -13 |
| 16  | SC Recife          | 0   | 4  | 0 | 0 | 4 | 6  | 38 | -32 |